# Satellite Awards 2014
19. ročník udílení Satellite Awards se konal 15. února 2015. Nominace byly oznámeny dne 1. prosince 2014. Nejvíce nominací získal film Birdman, celkem 10.

## Nominace a vítězové

### Speciální ocenění
- Auter Award: Martyn Burke
- Humanitarian Award: Sebastian Junger
- Mary Pickford Award: Ellen Burstyn
- Nikola Tesla Award: Industrial Light & Magic
- Objev roku: Antoine Olivier Pilon (Mami! )
- Ocenění pro nezávislého producenta roku: Shlomi Elkabet

### Film
| Nejlepší film | Nejlepší režisér |
| --- | --- |
| Birdman - Chlapectví - Zmizelá - Grandhotel Budapešť - Kód Enigmy - Ta zvláštní láska - Mr. Turner - Selma - Teorie všeho - Whiplash | Richard Linklater – Chlapectví - Damien Chazelle – Whiplash - Ava DuVernay – Selma - David Fincher – Zmizelá - Alejandro G. Iñárritu – Birdman - Morten Tyldum – Kód Enigmy                                                                                              |
| Nejlepší herec v hlavní roli | Nejlepší herečka v hlavní roli |

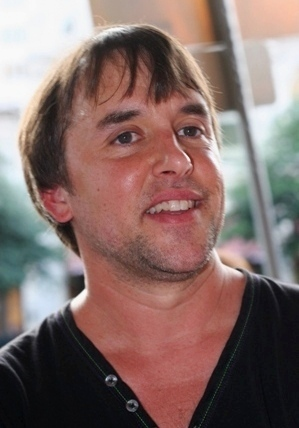
Richard Linklater, vítěz v kategorii nejlepší režisér

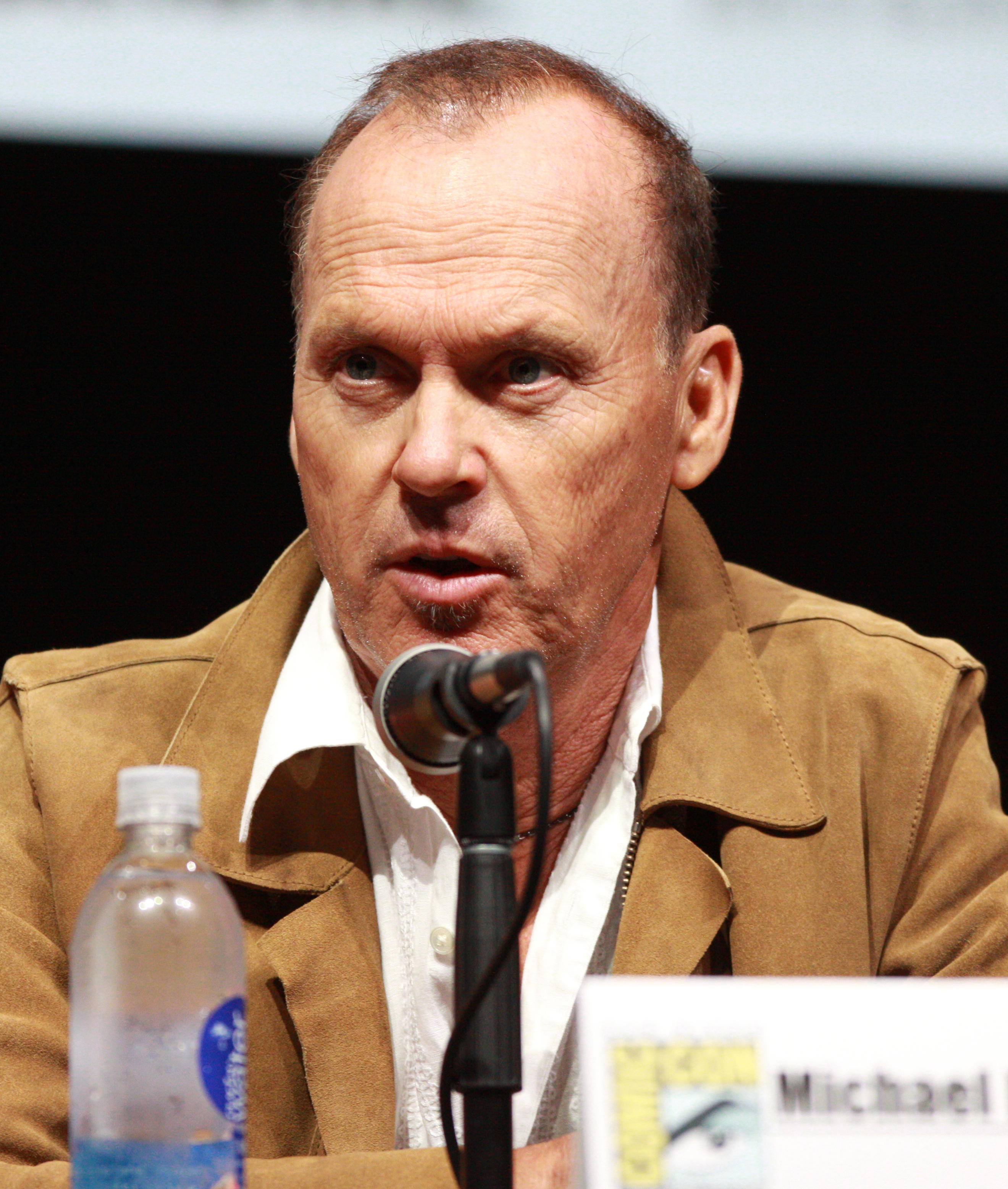
Michael Keaton, vítěz v kategorii nejlepší mužský herecký výkon v hlavní roli

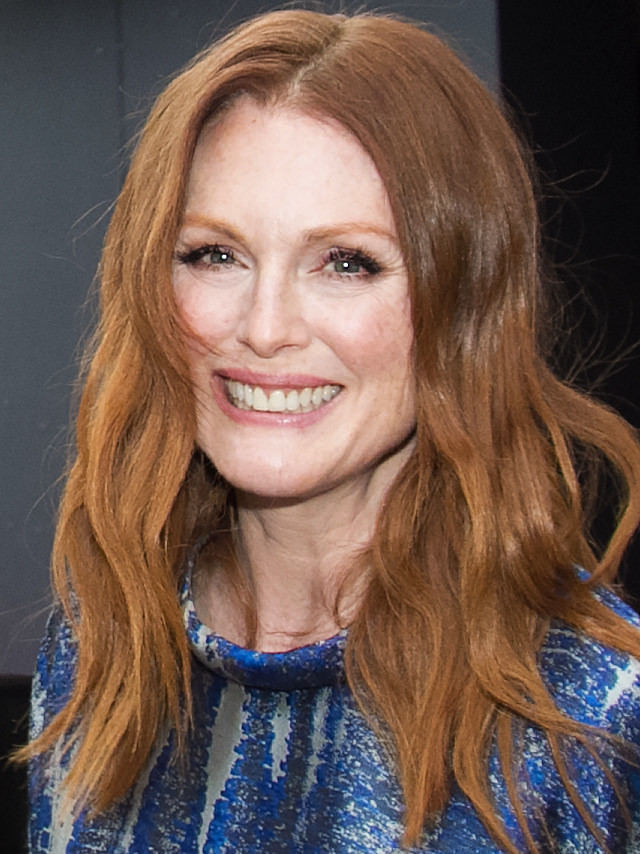
Julianne Moore, vítězka v kategorii nejlepší ženský herecký výkon v hlavní roli

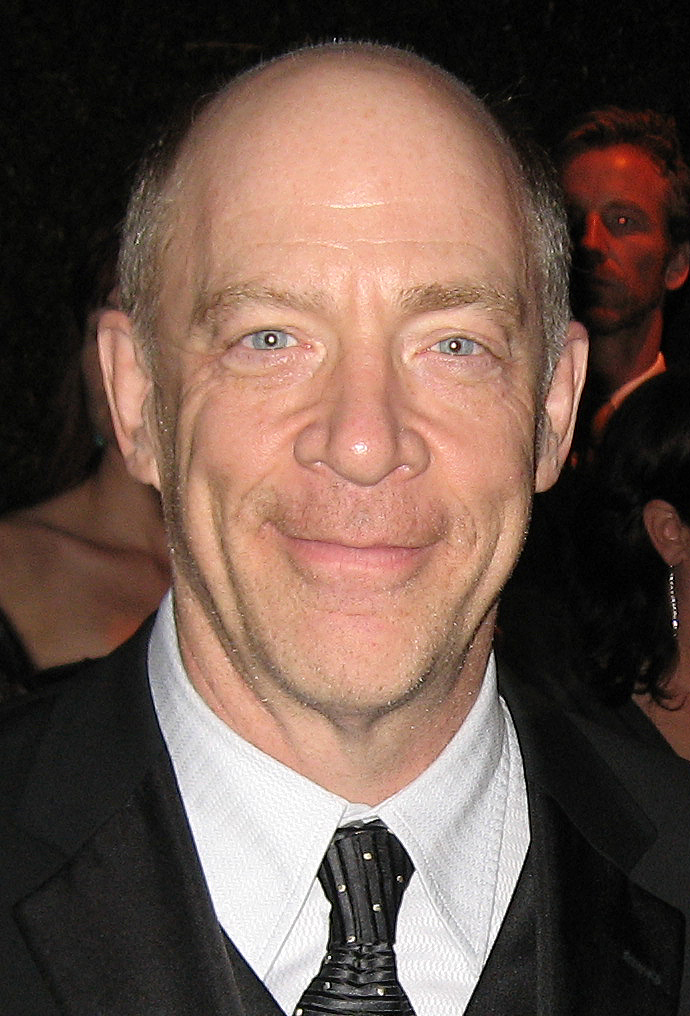
J. K. Simmons, vítěz v kategorii nejlepší mužský herecký výkon ve vedlejší roli

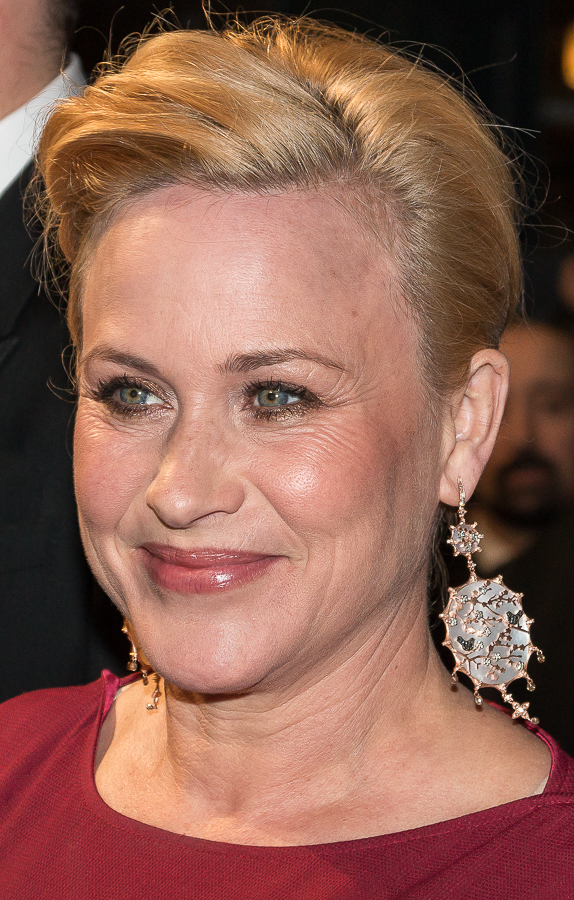
Patricia Arquette, vítězka v kategorii nejlepší ženský herecký výkon ve vedlejší roli

| Michael Keaton – Birdman - Steve Carell – Hon na lišku - Benedict Cumberbatch – Kód Enigmy - Jake Gyllenhaal – Slídil - David Oyelowo – Selma - Eddie Redmayne – Teorie všeho - Miles Teller – Whiplash                                                                   | Julianne Moore – Pořád jsem to já - Marion Cotillard – Dva dny, jedna noc - Anne Dorval – Mami! - Felicity Jones – Teorie všeho - Gugu Mbatha-Raw – Belle - Rosamund Pike – Zmizelá - Reese Witherspoonová – Divočina                                                    |
| Nejlepší herec ve vedlejší roli | Nejlepší herečka ve vedlejší roli |
| J. K. Simmons – Whiplash - Robert Duvall – Soudce - Ethan Hawke – Chlapectví - Edward Norton – Birdman - Mark Ruffalo – Hon na lišku - Andy Serkis – Úsvit planety opic                                                                                                   | Patricia Arquette – Chlapectví - Laura Dern – Divočina - Keira Knightley – Kód Enigmy - Emma Stoneová – Birdman - Tilda Swinton – Ledová archa - Katherine Waterston – Skrytá vada                                                                                       |
| Nejlepší původní scénář | Nejlepší adaptovaný scénář |
| Dan Gilroy – Slídil - Alejandro G. Iñárritu, Nicolás Giacobone, Alexander Dinelaris, Jr. a Armando Bó – Birdman - Richard Linklater – Chlapectví - Phil Lord a Christopher Miller – LEGO příběh - IIra Sachs a Mauricio Zacharias – Ta zvláštní láska - Paul Webb – Selma | Graham Moore – Kód Enigmy - Jason Hall – Americký sniper - Gillian Flynnová – Zmizelá - Paul Thomas Anderson – Skrytá vada - Anthony McCarten – Teorie všeho - Nick Hornby a Cheryl Strayed – Divočina                                                                   |
| Nejlepší animovaný film | Nejlepší cizojazyčný film |
| Píseň moře - Velká šestka - Kniha života - Škatuláci - Jak vycvičit draka 2 - Lego příběh - Wrinkles | Transdarinka (Estonsko) - Vyšší moc (Švédsko) - Gett (Izrael) - Ida (Polsko/Dánsko) - Leviatan (Rusko) - Little England (Řecko) - Mami! (Kanada/Francie) - Timbuktu (Mauritánie) - Dva dny, jedna noc (Belgie) - Divoké historky (Argentina)                             |
| Nejlepší dokument | Nejlepší kamera |
| Citizenfour: Občan Snowden - Afternoon of a Faun: Tanaquil Le Clercq - Art and Craft - Hledání Vivian Maier - Glen Campbell: I'll Be Me - Jodorowsky's Dune - Keep on Keepin' On - Magician: The Astonishing Life and Work of Orson Welles - Rudá mašina - Virunga        | Dick Pope – Mr. Turner - Emmanuel Lubezki – Birdman - Jeff Cronenweth – Zmizelá - Robert Elswit – Skrytá vada - Hoyte van Hoytema – Interstellar - Benoît Delhomme – Teorie všeho                                                                                        |
| Nejlepší původní hudba | Nejlepší filmová píseň |
| Antonio Sánchez – Birdman - Steven Price – Železná srdce - Trent Reznor a Atticus Ross – Zmizelá - Alexandre Desplat – Kód Enigmy - Hans Zimmer – Interstellar - Thomas Newman – Soudce                                                                                   | „We Will Not Go“ – Virunga - „Everything Is Awesome“ – Lego příběh - „I'll Get You What You Want (Cockatoo in Malibu)“ – A zase ti Mupeti! - „I'm Not Going to Miss You“ – Glen Campbell: I'll Be Me - "Split the Difference“ – Chlapectví - „What Is Love“ – Rio 2      |
| Nejlepší vizuální efekty | Nejlepší výprava |
| Úsvit planety opic - Strážci Galaxie - Interstellar - Čarovný les - Noe - Transformers: Zánik | Grandhotel Budapešť - Birdman - Železná srdce - Kód Enigmy - Zloba – Královna černé magie - Noe |
| Nejlepší střih | Nejlepší zvuk |
| William Hoy a Stan Salfas – Úsvit planety opic - Gary Roach a Joel Cox – Americký sniper - Douglas Crise a Stephen Mirrione – Birdman - Sandra Adair – Chlapectví - Dody Dorn a Jay Cassidy – Železná srdce - William Goldenberg – Kód Enigmy                             | Whiplash - Zmizelá - Čarovný les - Noe - Ledová archa - Transformers: Zánik |
| Nejlepší kostýmy | Nejlepší obsazení |
| Milena Canonero – Grandhotel Budapešť - Anushia Nieradzik – Belle - Colleen Atwood – Čarovný les - Anna B. Sheppard – Zloba – Královna černé magie - Michael Wilkinson – Noe - Anais Romand – Saint Laurent                                                               | Čarovný les - Christine Baranski - Tammy Blanchard - Emily Bluntová - James Corden - Lilla Crawford - Frances de la Tour - Johnny Depp - Daniel Huttlestone - Anna Kendrick - Billy Magnussen - MacKenzie Mauzy - Chris Pine - Lucy Punch - Meryl Streep - Tracey Ullman |

### Televize
| Nejlepší seriál (drama) | Nejlepší seriál (muzikál nebo komedie) |
| --- | --- |
| Knick: Doktoři bez hranic - Aféra - The Fall - Fargo - Halt and Catch Fire – PC Rebelové - Hannibal - Dům z karet - Temný případ | Transparent - Alpha House - Teorie velkého třesku - Brooklyn 99 - Rozvedený se závazky - Holky za mřížemi - Silicon Valley - Viceprezident(ka) |
| Nejlepší limitovaný seriál | Nejlepší televizní film |
| Olive Kitteridgeová - 24 hodin: Dnes neumírej - Endeavour - Fleming - Šťastné údolí - Ctihodná žena - The Roosevelts - Sherlock - The Spoils of Babylon | Osudová ztráta - Příběh Gabby Douglasové - Stejná srdce - The Trip to Bountiful - Johnny Worricker: Turks a Caicos |
| Nejlepší herec (drama) | Nejlepší herečka (drama) |

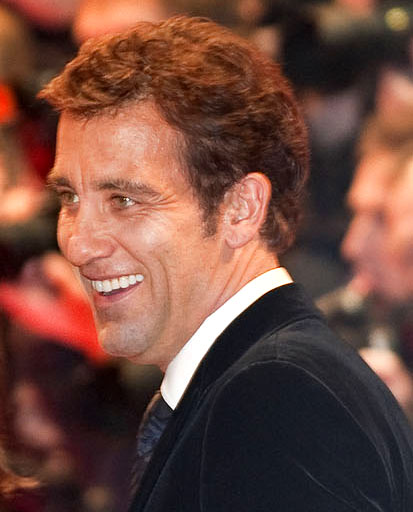
Clive Owen, vítěz v kategorii nejlepší mužský herecký výkon v hlavní roli (drama)

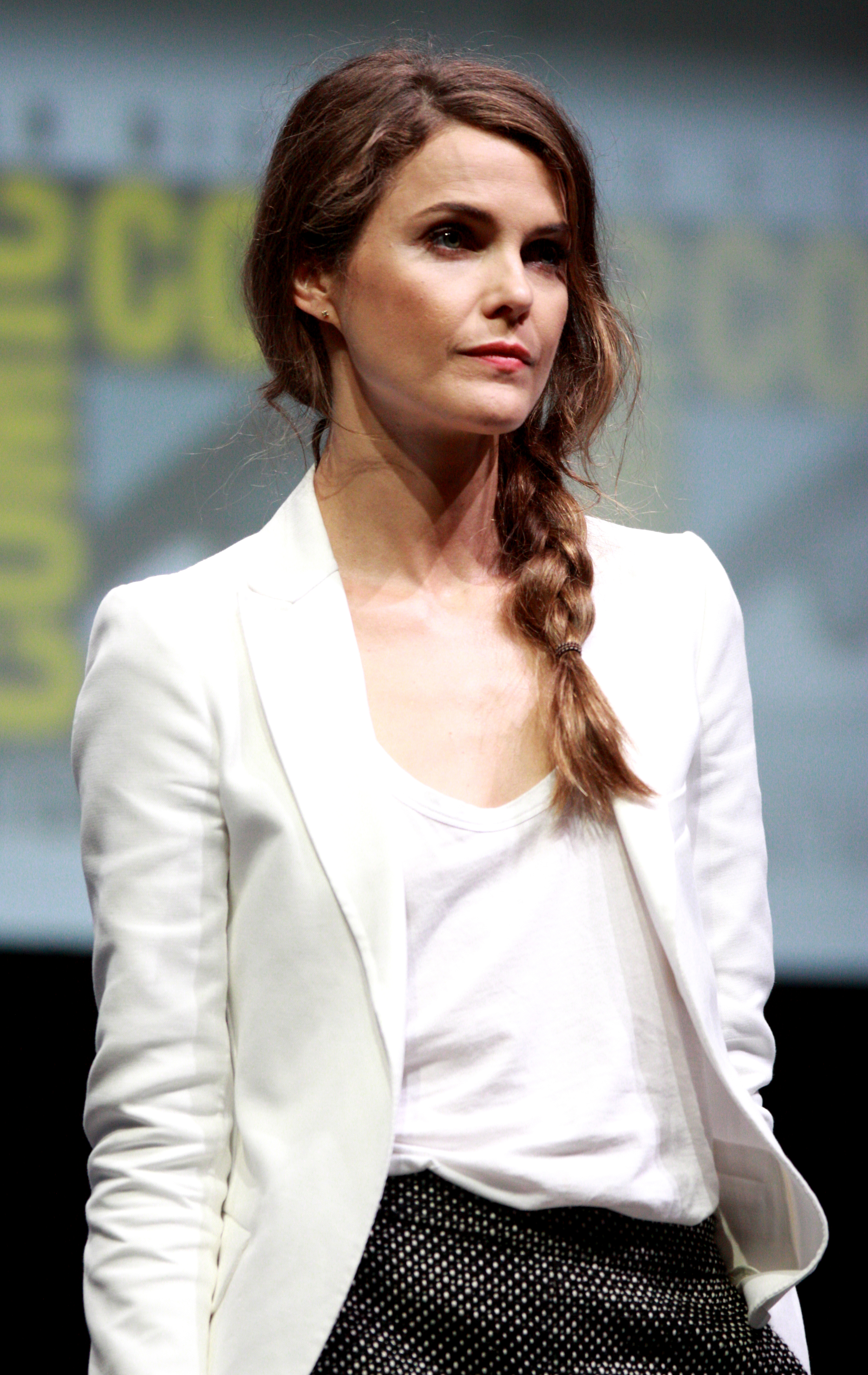
Keri Russell, vítězka v kategorii nejlepší ženský herecký výkon v hlavní roli (drama)

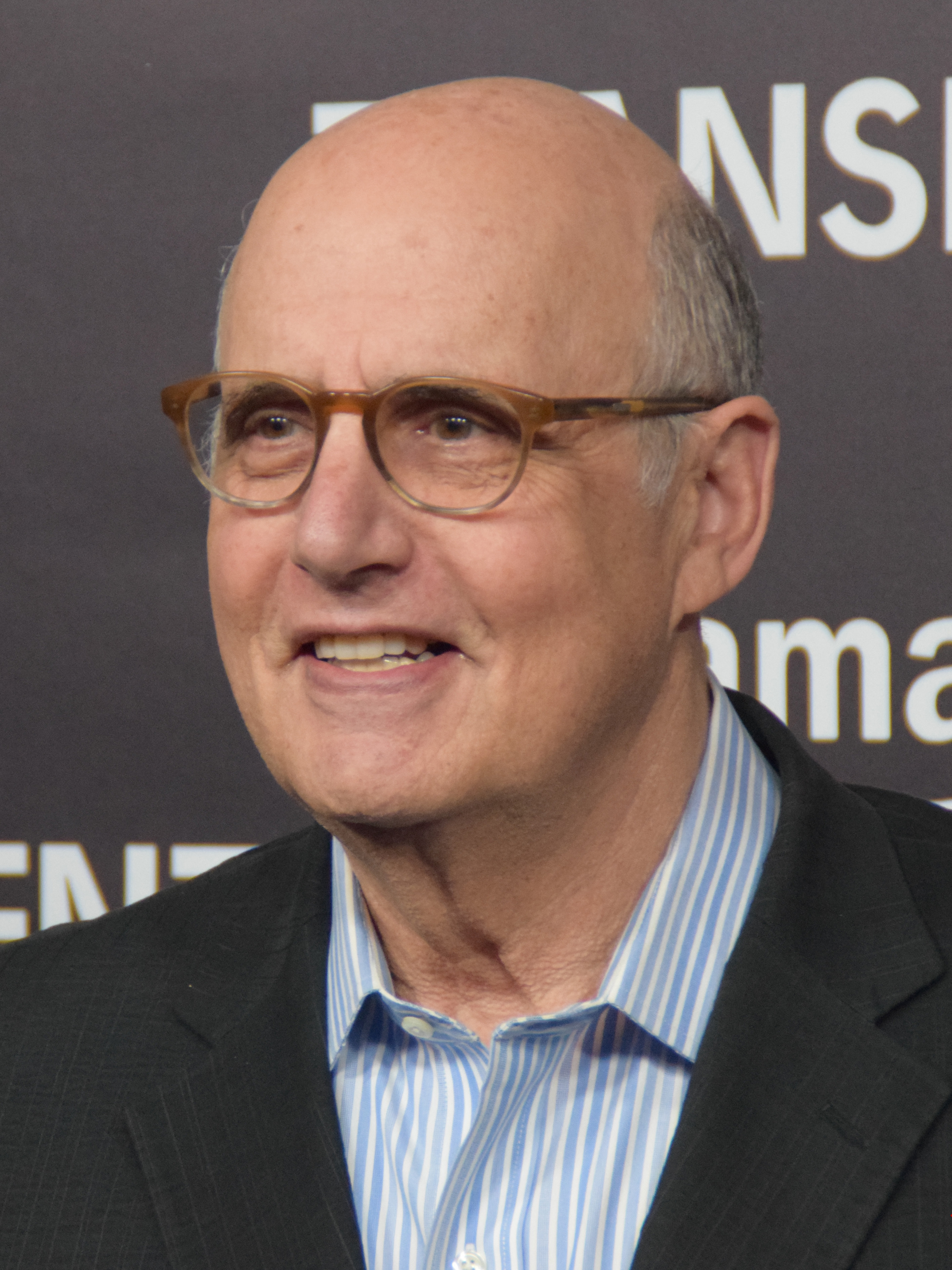
Jeffrey Tambor, vítěz v kategorii nejlepší mužský herecký výkon v hlavní roli (komedie/muzikál)

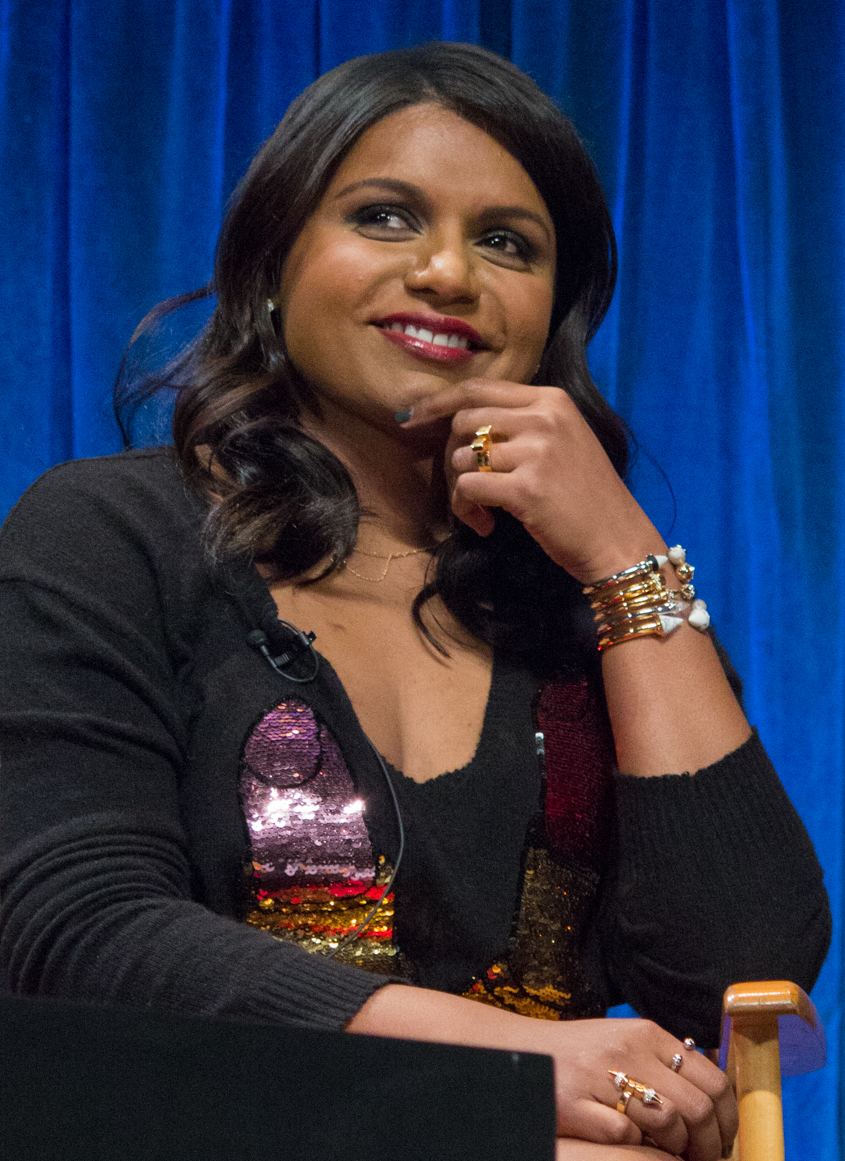
Mindy Kaling, vítězka v kategorii nejlepší ženský herecký výkon v hlavní roli (komedie/muzikál)

| Clive Owen – Knick: Doktoři bez hranic - Martin Freeman – Fargo - Woody Harrelson – Temný případ - Charlie Hunnam – Zákon gangu - Mads Mikkelsen – Hannibal - Lee Pace – Halt and Catch Fire – PC Rebelové - Michael Sheen – Mystérium sexu - Billy Bob Thornton – Fargo | Keri Russell – Takoví normální Američané - Gillian Anderson – The Fall - Lizzy Caplan – Mystérium sexu - Eva Green – Penny Dreadful - Julianna Margulies – Dobrá manželka - Tatiana Maslany – Orphan Black - Ruth Wilson – Aféra - Robin Wright – Dům z karet |
| Nejlepší herec (muzikál nebo komedie) | Nejlepší herečka (muzikál nebo komedie) |
| Jeffrey Tambor – Transparent - Louis C.K. – Rozvedený se závazky - John Goodman – Alpha House - William H. Macy – Shameless - Thomas Middleditch – Silicon Valley - Jim Parsons – Teorie velkého třesku                                                                  | Mindy Kaling – The Mindy Project - Zooey Deschanel – Nová holka - Edie Falco – Sestřička Jackie - Julia Louis-Dreyfus – Viceprezident(ka) - Emmy Rossum – Shameless - Taylor Schilling – Holky za mřížemi                                                     |
| Nejlepší herec (minisérie nebo TV film) | Nejlepší herečka (minisérie nebo TV film) |
| Mark Ruffalo – Stejná srdce - Dominic Cooper – Fleming - Richard Jenkins – Olive Kitteridgeová - Stephen Rea – Ctihodná žena - David Suchet – Hercule Poirot - Kiefer Sutherland – 24 hodin: Dnes neumírej                                                               | Frances McDormandová – Olive Kitteridgeová - Maggie Gyllenhaal – Ctihodná žena - Sarah Lancashire – Šťastné údolí - Cicely Tyson – The Trip to Bountiful - Kristen Wiigová – The Spoils of Babylon                                                            |
| Nejlepší herec ve vedlejší roli | Nejlepší herečka ve vedlejší roli |
| Rory Kinnear – Penny Dreadful - Matt Bomer – Stejná srdce - Peter Dinklage – Hra o trůny - Christopher Eccleston – Pozůstalí - André Holland – Knick: Doktoři bez hranic - Jimmy Smits – Zákon gangu                                                                     | Sarah Paulson – American Horror Story: Freak Show - Ann Dowd – Pozůstalí - Zoe Kazan – Olive Kitteridgeová - Michelle Monaghan – Temný případ - Allison Tolman – Fargo - Nicola Walker – Last Tango in Halifax                                                |
| Nejlepší žánrový seriál | Nejlepší obsazení |
| Penny Dreadful - American Horror Story - Hra o trůny - Grimm - Pozůstalí - Ospalá díra - Agresivní virus - Živí mrtví | Knick: Doktoři bez hranic - Michael Angarano - Jeremy Bobb - Leon Addison Brown - David Fierro - Matt Frewer - Eve Hewson - Grainger Hines - André Holland - Eric Johnson - Maya Kazan - Clive Owen - Juliet Rylance - Cara Seymour - Chris Sullivan          |